# Sphaeromachia cubana
Sphaeromachia cubana är en fjärilsart som beskrevs av Herrich-Schäffer 1866. Sphaeromachia cubana ingår i släktet Sphaeromachia och familjen björnspinnare. Inga underarter finns listade i Catalogue of Life.